# Battiato Live Collection
Battiato Live Collection è una compilation di brani live di Franco Battiato, pubblicata nel 1997 dalla EMI Records. Contiene tutti i brani presenti negli album Giubbe rosse e Unprotected in ordine sparso.
La raccolta è stata oggetto di controversia legale, tra la casa discografica EMI e la cantautrice Giuni Russo, per aver omesso il suo nome e per non averle pagato le royalties e i compensi come interprete del duetto con Battiato in Lettera al governatore della Libia, già contenuto in Giubbe rosse. Anche nei cori del brano Alexander Platz, c'è la partecipazione di Giuni Russo.

## Tracce
Testi di Franco Battiato, tranne dove indicato; musiche di Franco Battiato e Giusto Pio.
CD 1
1. L'era del cinghiale bianco (da Giubbe rosse) – 3:34 (Battiato-Pio)
2. Prospettiva Nevski (da Unprotected) – 3:15 (Battiato-Pio)
3. Summer on a Solitary Beach (da Giubbe rosse) – 3:27 (Battiato-Pio)
4. La stagione dell'amore (da Unprotected) – 3:36 (Battiato)
5. Gli uccelli (da Giubbe rosse) – 4:42 (Battiato-Pio)
6. Alexander Platz (da Giubbe rosse) – 3:23 (Cohen-Battiato-Pio)
7. Mal d'Africa (da Unprotected) – 2:59 (Battiato-Pio)
8. Stranizza d'amuri (da Unprotected) – 2:26 (Battiato-Pio)
9. Strade dell'est (da Unprotected) – 2:34 (Battiato-Pio)
10. Un'altra vita (da Giubbe rosse) – 2:58 (Battiato-Pio)
11. I treni di Tozeur (da Unprotected) – 3:12 (Cosentino-Battiato-Pio)
12. Aria di rivoluzione (da Giubbe rosse) – 3:33 (Battiato)
13. Giubbe rosse (da Giubbe rosse) – 4:13 (Battiato-Pio)
14. L'ombra della luce (da Unprotected) – 4:09 (Battiato-Pio)
15. E ti vengo a cercare (da Unprotected) – 3:57 (Battiato)

Durata totale: 51:58
CD 2
1. Voglio vederti danzare (da Giubbe rosse) – 3:21 (Battiato-Pio)
2. Il re del mondo (da Unprotected) – 3:24 (Battiato-Pio)
3. Cuccurucucù (da Giubbe rosse) – 2:57 (Battiato-Pio)
4. L'oceano di silenzio (da Giubbe rosse) – 4:24 (Battiato)
5. Lettera al governatore della Libia (feat. Giuni Russo) (da Giubbe rosse) – 3:17 (Battiato-Pio)
6. Secondo imbrunire (da Unprotected) – 2:50 (Battiato)
7. Mesopotamia (da Giubbe rosse) – 4:16 (Battiato-Pio)
8. L'animale (da Unprotected) – 3:03 (Battiato)
9. Centro di gravità permanente (da Giubbe rosse) – 3:53 (Battiato-Pio)
10. Lode all'inviolato (da Unprotected) – 3:12 (Battiato)
11. Sequenze e frequenze (da Giubbe rosse) – 6:53 (Battiato)
12. No U Turn (da Giubbe rosse) – 4:12 (Battiato)
13. E ti vengo a cercare (alt. track) (da Giubbe rosse) – 3:43 (Battiato)
14. L'era del cinghiale bianco (alt. track) (da Unprotected) – 3:21 (Battiato-Pio)

Durata totale: 52:46